# Dave Young
Pour l’article homonyme, voir David Young.
Pas d'image ? Cliquez ici

a Compétitions nationales et continentales officielles uniquement.

b Matchs officiels uniquement.
Dernière mise à jour le 7 février 2024.
David Joseph Welsh Young dit Dave Young, né le 18 février 1985 à Belfast, est un joueur de rugby à XV écossais qui joue au poste de pilier.

## Biographie
Il fait ses classes à l'académie internationale de rugby de Murray Mexted avant de rejoindre le club de Leicester Tigers en 2005, où il est un acteur important de la victoire du club dans la conférence nord de la Guinness A League. Il participe au championnat du monde des moins de 21 ans en 2006 avec l'équipe d'Écosse. En 2007, il fait un bref passage dans l'équipe d'Édimbourg avant de signer un contrat d'un an à Gloucester,.